# Frederick Cavendish Ponsonby
Frederick Cavendish Ponsonby (6 juillet 1783 - 11 janvier 1837) est un officier militaire Anglo-Irlandais. 

## Biographie

### Jeunesse
Il est le deuxième des trois fils de Frederick Ponsonby (3e comte de Bessborough) (qui a succédé au 3e comte de Bessborough en 1793) et de Henrietta Ponsonby, comtesse de Bessborough. Il est le frère de John Ponsonby (4e comte de Bessborough) et William Ponsonby (1er baron de Mauley), et sa sœur est Caroline Lamb, qui épouse le Premier ministre, le vicomte Melbourne. Il fait ses études à Harrow. 

### Début de carrière
Il rejoint l'armée en tant que cornette en janvier 1800, servant dans le 10th Royal Hussars. Il est promu lieutenant en juin 1800 et capitaine le 20 août 1803. Il passe au 60e régiment d'infanterie en avril 1806 et fait partie de l'état-major du duc de Bedford, alors Lord lieutenant d'Irlande. Promu major le 25 juin 1807, il rejoint les 23e Light Dragoons le 6 août 1809 et les accompagne dans la Guerre d'indépendance espagnole. 
Il combat à Talavera. Promu lieutenant-colonel le 15 mars 1810, il est adjudant général adjoint à Buçaco et à Barrosa, dirigeant avec succès une charge d'un escadron du 2e régiment de hussards (KGL) contre les dragons français. Il reçoit le commandement des 12th Light Dragoons le 11 juin 1811. 
Après la chute de Badajoz, il se distingue lors de la bataille de Villagarcia (ou de Llerena) le 11 avril 1812, commandant provisoirement la brigade Anson. Stapleton Cotton lui donne l'ordre de retenir une force supérieure de cavalerie française dirigée par François Antoine Lallemand, il réussit à les retarder jusqu'à ce que des renforts parviennent à prendre les Français par le flanc et à les poursuivre jusqu'à Llerena . 
Après la bataille de Salamanque, il dirige les 12e dragons légers pour disperser une partie de l'infanterie française brisée. Il est blessé alors qu'il couvre le retrait de Burgos. À la Bataille de Vitoria, son régiment fait partie de la force, dirigée par Thomas Graham, qui bloque la retraite française vers Bayonne. Il prend part à la bataille des Pyrénées et aux combats qui ont suivi dans le sud de la France, apportant à Wellington la nouvelle que Napoléon a abdiqué.

### Campagne de Waterloo
Au cours de la Campagne de Belgique, les 12e Light Dragoons sont rattachés à la brigade de cavalerie légère de John Ormsby Vandeleur. À la bataille de Waterloo, il est demandé aux 12e et 16e dragons légers de charger, mais pas plus loin que la pente, pour appuyer le retrait de la brigade de cavalerie lourde de l'Union. Mais, à l’instar de la brigade de l’Union (dirigée par son cousin germain, William Ponsonby), il charge (comme il l’a admis par la suite) trop loin. 
Il est blessé aux deux bras et son cheval est frappé par un autre coup de sabre. Un lancier français le voit bouger là où il est allongé et le poignarde dans le dos avec sa lance, s'exclamant " Tu n'es pas mort, coquin". Un tirailleur français l'a ensuite volé, mais heureusement pour Ponsonby, le major de Laussat de la Garde impériale française le trouve et le traite avec bonté, lui donnant de l'eau de vie et promettant d'envoyer de l'aide si les Français devaient remporter la victoire. Plus tard, un autre tirailleur français a utilisé Ponsonby comme bouclier lorsqu'il a parlé avec lui et a tiré sur son corps. Dans la nuit qui a suivi la bataille, un Prussien à la recherche d'un butin l'a brutalisé. Un soldat des Royal Dragoons mortellement blessé avait rampé sur les jambes de Ponsonby et était en train de mourir. Ponsonby a enfin été découvert par un soldat du 40th Foot, qui le surveillait pendant la nuit. Le lendemain matin, il a été emmené dans une charrette chez un chirurgien qui a soigné ses sept principales blessures. Il a été convalescent sous la supervision de sa sœur, Caroline Lamb qui l'a soigné  .

### Fin de carrière

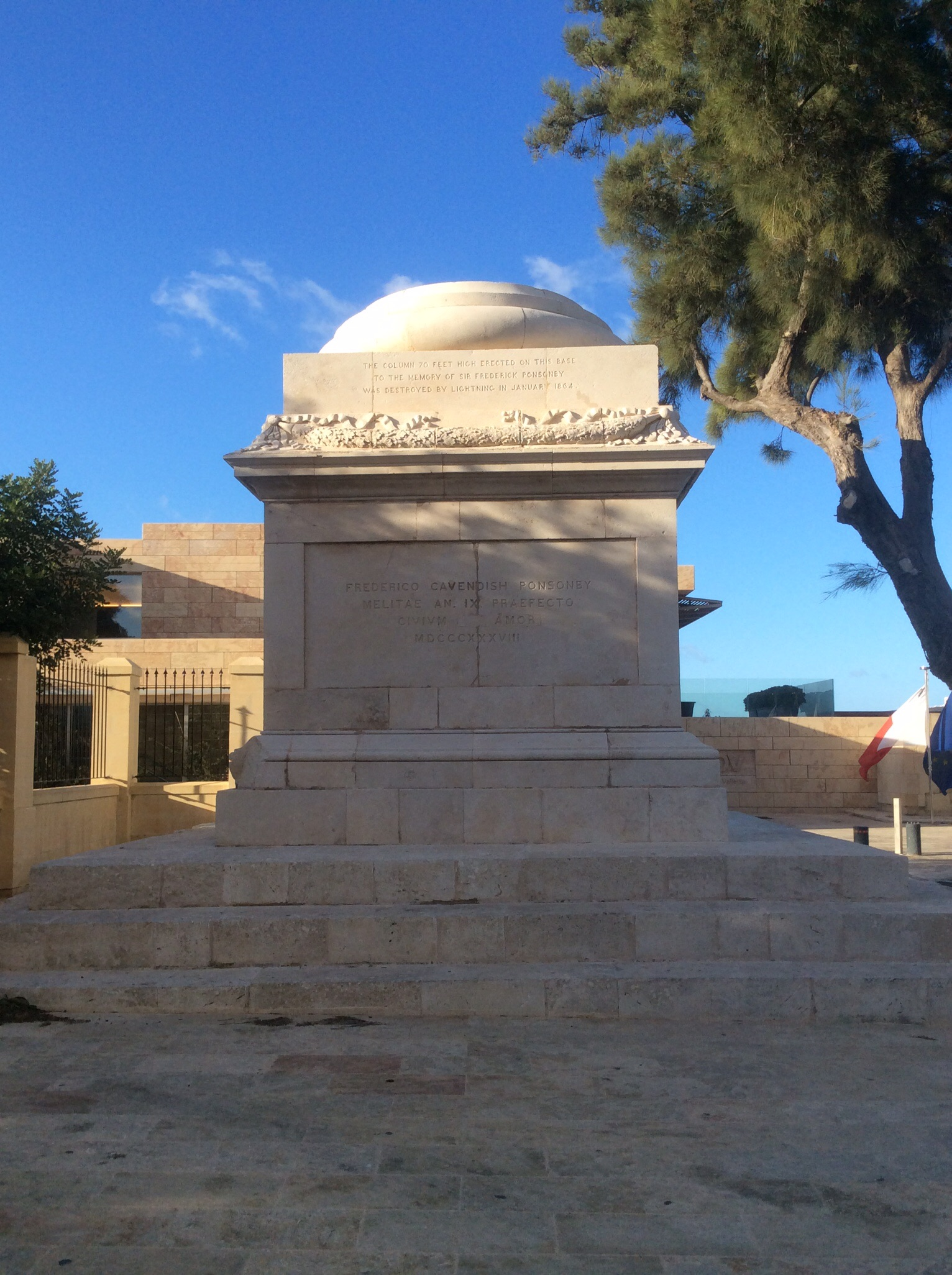
Plinthe de la colonne de Ponsonby, une colonne monumentale érigée à La Valette en 1838. La colonne a été détruite par la foudre en 1864 et seul le socle subsiste aujourd'hui.

Le 26 août 1820, Ponsonby, est mis en demi-solde. Il est nommé "officier chargé de l'inspection" dans les îles Ioniennes le 20 janvier 1824. Le 27 mai 1825, il est promu major général, commandant des troupes dans les îles Ioniennes. L'année suivante, le 22 décembre 1826, il est nommé gouverneur de Malte et y reste huit ans et demi. Il rencontre le baron de Laussat, son sauveur à Waterloo en 1827. Au cours de son mandat à Malte, il est nommé dans l'Ordre de Saint-Michel et Saint-Georges en 1828, puis l'Ordre du Bain et l'Ordre royal des Guelfes en 1831. Il quitte le poste de gouverneur en mai 1835 (mais reste gouverneur de jure jusqu'au 30 septembre 1836) et est nommé colonel du 86e régiment de fantassins le 4 décembre 1835. Il est muté comme colonel des Royal Dragoon le 31 mars 1836. Durant cette période, il entretient un vif intérêt pour le traitement de la cavalerie et correspond avec Wellington. Il est décédé subitement dans une auberge près de Basingstoke le 11 janvier 1837 et est enterré dans la crypte de l'église St Nicholas, Hatherop, Gloucestershire. 
En 1838, la colonne de Ponsonby est érigée à La Valette en l'honneur du gouverneur. Elle est détruite par la foudre en 1864. 

## Famille
Le 16 mars 1825, il épouse Emily Charlotte (décédée en 1877), fille cadette de Henry Bathurst (3e comte Bathurst). Ils ont trois fils et trois filles:
- Henry Ponsonby (1825-1895)
- Lieutenant-colonel Arthur Edward Valette (3 décembre 1827 - 16 juin 1868), marié à Catina Dahl
- Georgina Melita Maria Ponsonby (16 février 1829 - 18 février 1895), célibataire
- Harriet Julia Frances Ponsonby (27 octobre 1830 - 30 juin 1906), célibataire
- Selina Barbara Wilhelmina Ponsonby (20 janvier 1835 - 22 juillet 1919), mariée à William Windham Baring le 2 janvier 1862, sans descendance
- Frederick John Ponsonby (21 mars 1837 - 3 février 1894), entré dans les ordres et décédé célibataire